# José António Falcão
José António Nunes Mexia Costa Falcão GOM • CvNSC (Lisboa, São Jorge de Arroios, 15 de agosto de 1961) é um historiador da arte, académico e diretor de museus português.

## Primeiros anos e formação académica
José António Nunes Mexia Beja da Costa Falcão nasceu em Lisboa a 15 de agosto de 1961. Em criança viveu em Santiago do Cacém, distrito de Setúbal. A sua família é alentejana e entre alguns dos seus antepassados mais notáveis contam-se João Cidade, mais conhecido por São João de Deus, fundador da Ordem Hospitaleira, e Diogo Fernandes de Beja, diplomata e guerreiro na Índia durante a primeira metade do século XVI.
Falcão licenciou-se em História da Arte e Arquitetura. Tirou o mestrado em Museologia e mais tarde fez o doutoramento em Teoria e História da Arquitetura. Possui também o título de especialista em Conservação e Recuperação de Edifícios e Monumentos.

## Atividade académica e de investigação
Enquanto docente, colaborou com a Universidade Católica Portuguesa e outras instituições portuguesas, espanholas, brasileiras e norte-americanas na formação de conservadores do património e em projetos científicos no âmbito da inventariação, defesa e valorização de monumentos históricos e bens culturais. A sua bibliografia conta com cerca de três centenas de títulos, a maioria dos quais dedicados à história da arte e da arquitetura e ao património imaterial.
Em 1997 foi assistente na Universidade Católica Portuguesa,  e a partir de 2000 professor de História da Arquitetura Religiosa na mesma universidade.
Atualmente integra também o Centro de Estudos Globais da Universidade Aberta, de Lisboa, e coordena a Comissão Organizadora da Cátedra Vasco da Gama dessa universidade.
É membro correspondente da Academia Nacional de Belas-Artes, da Academia Portuguesa da História, do Instituto Histórico e Geográfico de São Paulo, do Instituto do Ceará, da Real Academia de Bellas Artes de San Carlos, de Valência, da Real Academia de Bellas Artes de Santa Isabel de Hungría, de Sevilha, da Reial Acadèmia Catalana de Belles Arts de Sant Jordi, de Barcelona, e de várias outras instituições portuguesas e estrangeiras.
Escreveu o livro Parecer e Ser – Excursus Vital de D. António Paes Godinho, Bispo de Nanquim, publicado em 2024. O livro foi distinguido com o Prémio Fundação Gulbenkian – História da Presença de Portugal no Mundo.
A intervenção de José António Falcão na pesquisa e salvaguarda do património religioso, à escala europeia, foi reconhecida, também em 2024, pelo Governo da Bélgica, com a atribuição do grau de cavaleiro da Ordem da Coroa, por decreto real de 4 de fevereiro desse ano.

## Museologia

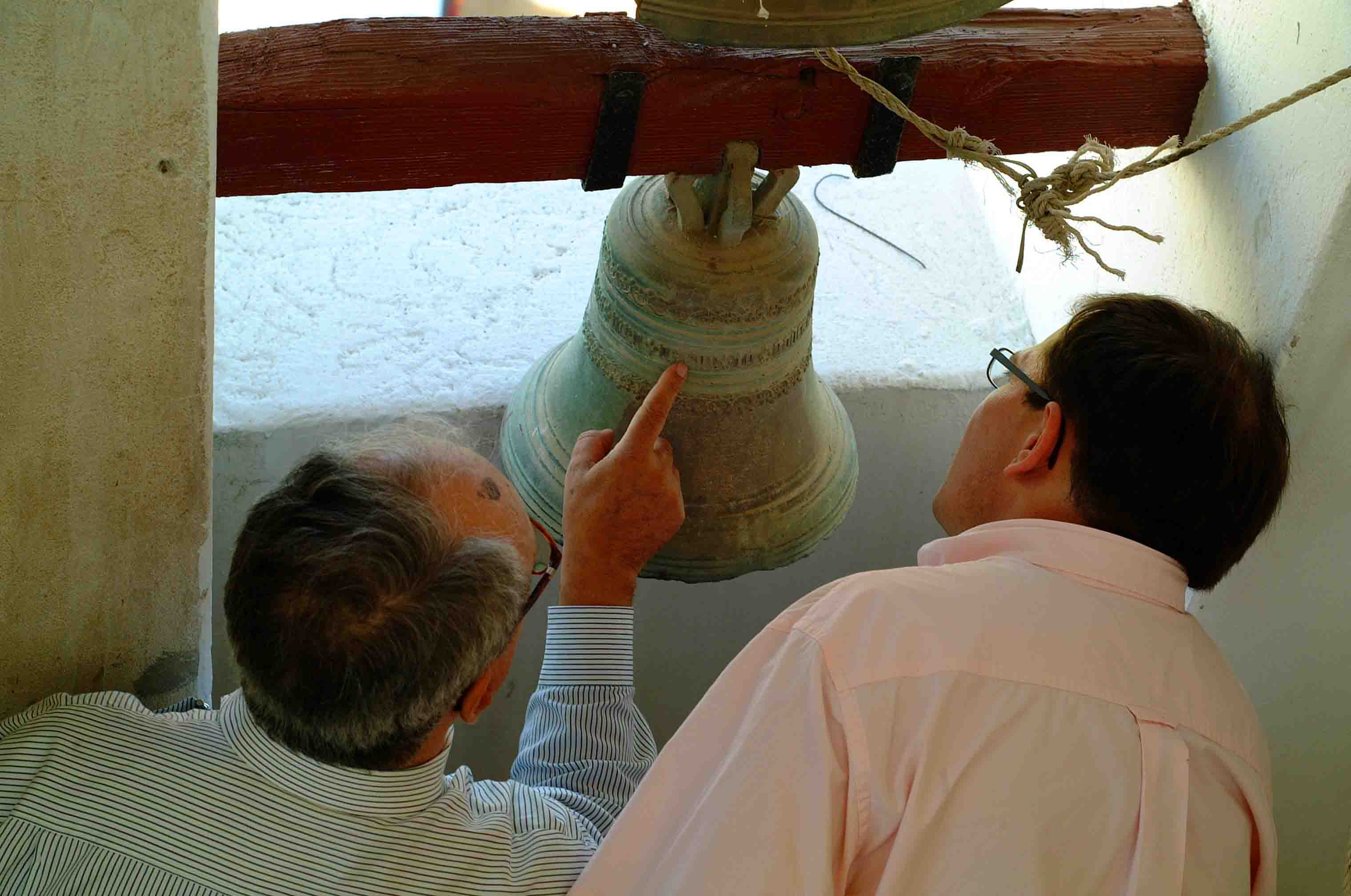
O Padre António Morais, S.J., e José António Falcão inventariando um sino medieval em Melides

A atividade de José António Falcão incide especialmente no património cultural do Sul de Portugal, mas não apenas, estendendo-se ao estrangeiro.
Entre 1993 e 1997, foi conservador da Casa dos Patudos e do Museu Municipal em Alpiarça, dirigindo a mesma instituição entre 2003 e 2008.
Entre 1997 e 1999 foi secretário da Comissão Nacional de Arte Sacra e do Património Cultural da Igreja, na Conferência Episcopal Portuguesa, onde foi considerado um experiente conhecedor do património religioso português.
Foi também diretor-adjunto do Secretariado Nacional do Património Cultural da Igreja e presidente da Associação Portuguesa de Museus da Igreja Católica.
Exerceu funções técnicas no Museu de Évora e no Museu Calouste Gulbenkian, e também organizou a Rede de Museus da Diocese de Beja, com oito polos em Santiago do Cacém, Cuba, Castro Verde, Moura, Sines, Beja e Grândola.
Dirigiu o Departamento do Património Histórico e Artístico da Diocese de Beja, fundado em 1984 pelo bispo D. Manuel Franco Falcão, desde a sua fundação até 2016, vindo o Departamento a ser extinto pelo bispo D. João José dos Santos Marcos no ano seguinte No Departamento trabalhou de perto com a equipa técnica designada para esse serviço por D. Manuel Franco Falcão e D. António Vitalino Dantas, num período em que o DPHADB  se tornou bastante conhecido pelas atividades no âmbito do estudo, salvaguarda e a valorização dos bens culturais religiosos do Baixo Alentejo. Segundo Maria Isabel Roque, "o trabalho desenvolvido neste departamento foi considerado exemplar, servindo de modelo procurado por outras comissões diocesanas ligadas à conservação artística". O Departamento foi extinto, em 2017, pelo polémico bispo D. João José dos Santos Marcos, sucessor de D. António Vitalino Fernandes Dantas, cuja gestão da Diocese de Beja, em rutura com os bispos anteriores, se revelou controversa em várias áreas.
Entre as iniciativas promovidas por José António Falcão destacaram-se a celebração de protocolos com institutos do Ministério da Cultura e municípios da região; a conservação de igrejas históricas e o restauro dos seus tesouros artísticos; a publicação de uma vasta bibliografia sobre o Alentejo, a organização de exposições em Portugal e no estrangeiro; a criação da Rede de Museus da Diocese de Beja, e a realização do Festival Terras sem Sombra.
Foram vários os galardões recebidos pelo Departamento do Património Histórico e Artístico da Diocese de Beja durante a direção de José António Falcão, que recebeu, por seu turno, em 1999 e 2000, dois louvores públicos da Santa Sé. O Departamento foi agraciado pelo Município de Beja, em 2001, com a Medalha de Mérito Municipal. Em 2004, o Ministério da Cultura português atribuiu-lhe a Medalha de Mérito Cultural, tendo o então ministro da Cultura, Pedro Roseta, reconhecido "o inestimável trabalho desenvolvido na área de conservação e do restauro do património móvel e imóvel do Baixo Alentejo".Em 2005, recebeu numa cerimónia em Bergen, na Noruega, o Prémio Europa Nostra da União Europeia, na categoria de Serviços Consagrados à Conservação do Património, “pela sua perseverança exemplar, competência e eficiência na defesa do inestimável património cultural religioso contra a destruição e o abandono”. Em Fevereiro de 2009, recebeu o Prémio Vasco Vilalva 2008, da Fundação Calouste Gulbenkian, no valor de 50 mil euros, pelo seu contributo para a defesa do património artístico da região e pelos projetos “Monumentos Vivos” e “ Festival “Terras sem Sombra” de Música Sacra do Baixo Alentejo. Finalmente, em 2010 recebeu o Prémio Árvore da Vida - P. Manuel Antunes, atribuído pelo Secretariado Nacional da Pastoral da Cultura, da Conferência Episcopal Portuguesa.
Por sua vez, no programa de exposições temporárias organizadas desde 1990 pelo Departamento dirigido por Falcão, destacou-se a exposição "Entre o Céu e a Terra - Arte Sacra da Diocese de Beja", patente entre 1989 e 1999 na Pousada de São Francisco, em Beja, e entre 2000 e 2001 no Panteão Nacional, em Lisboa, premiada com o Prémio Professor Reynaldo dos Santos para a melhor exposição temporária, recebendo ainda o Prémio da Associação Portuguesa de Museologia.
Foi também responsável pela redescoberta dos percursos do Caminhos de Santiago através de sucessivas campanhas de investigação no terreno e propôs uma nova carta das rotas jacobeias em Portugal. Falcão tem colaborado ativamente com organismos da UNESCO, Xunta de Galicia e Ministério da Cultura nestes âmbitos.

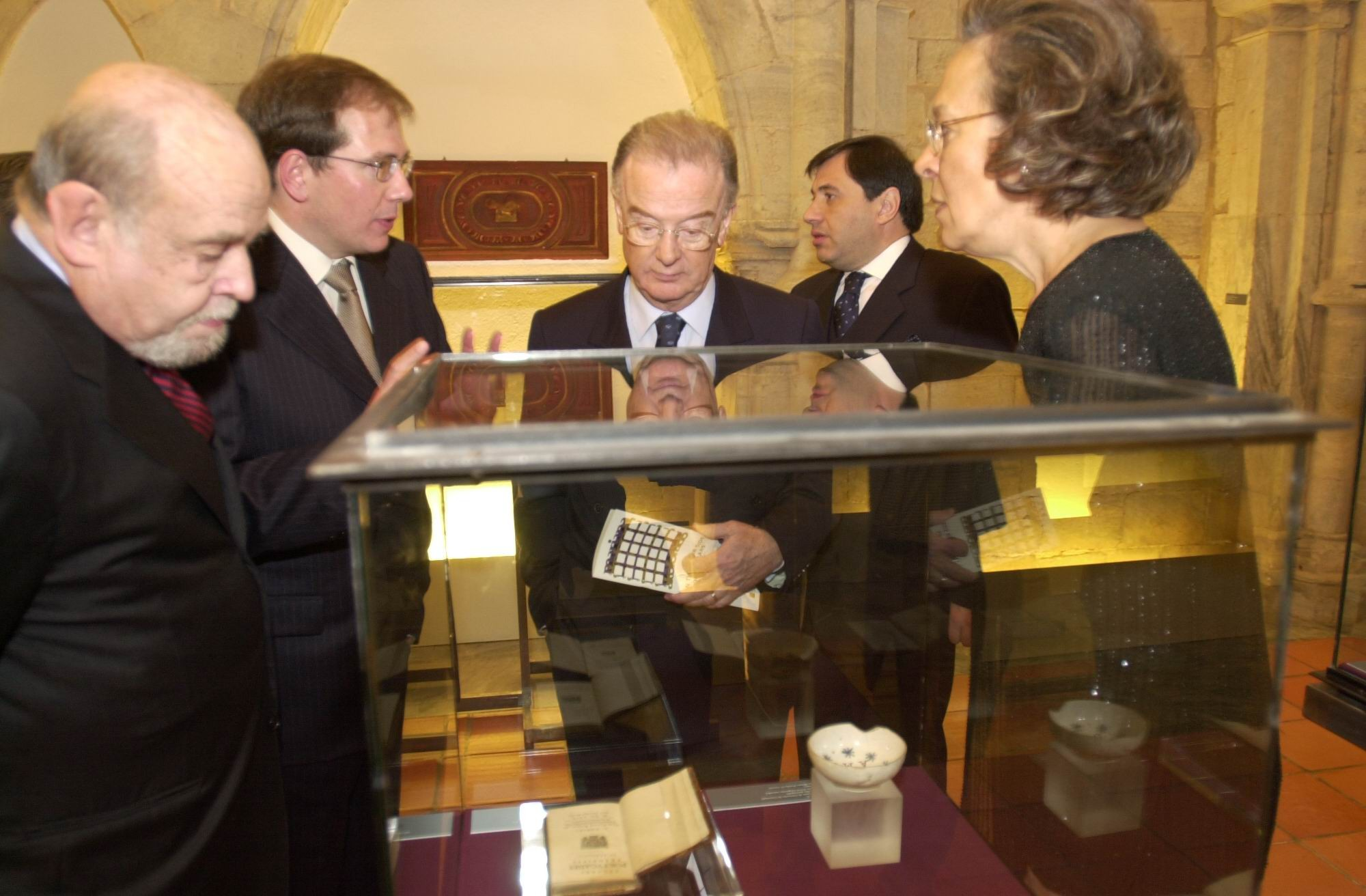
José António Falcão na visita do Presidente da República Portuguesa, Jorge Sampaio, a Beja, por ocasião das comemorações do Dia de Portugal (2004)
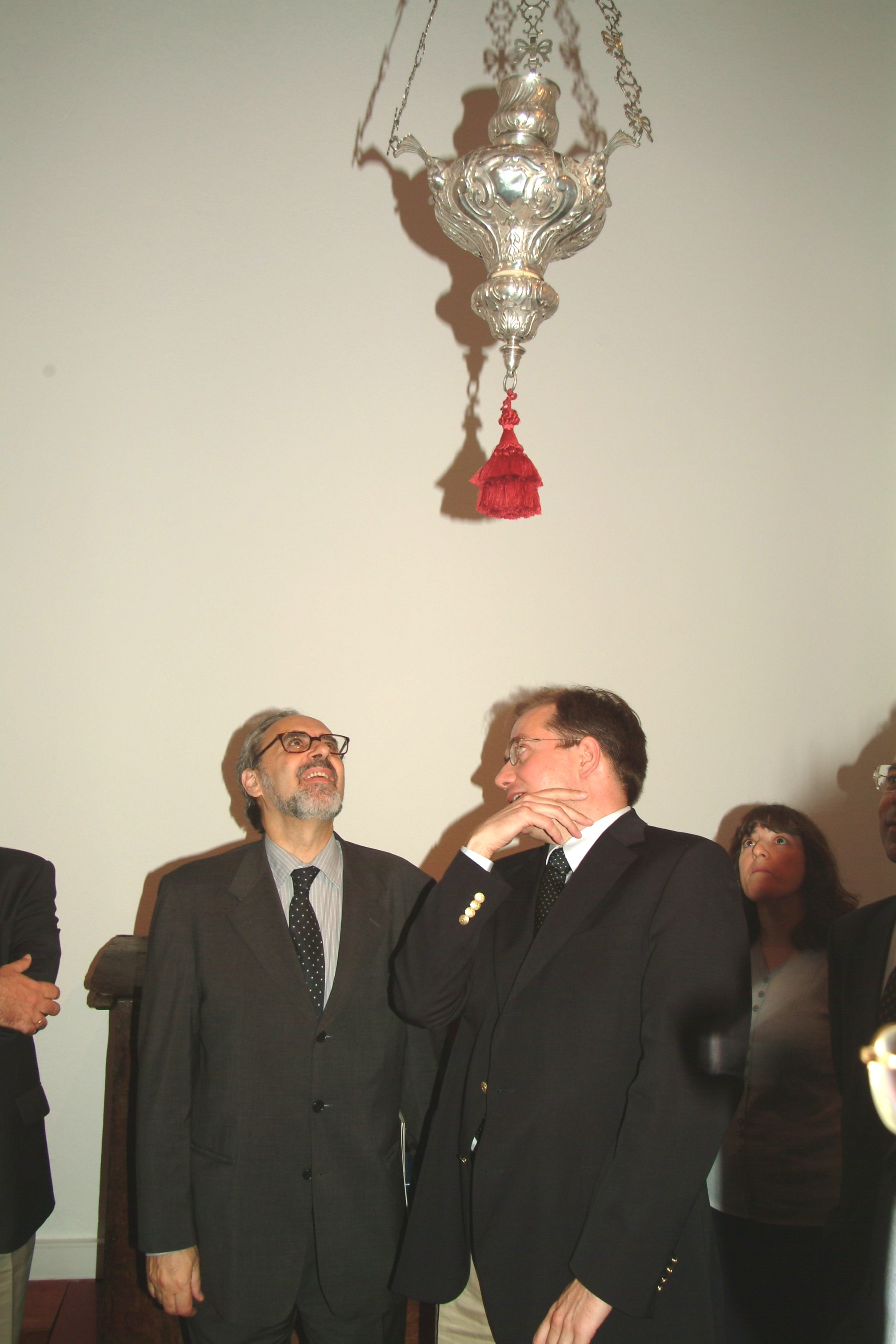
José António Falcão orientando uma visita do Ministro da Cultura, Pedro Roseta, ao Tesouro da Colegiada de Santiago, Santiago do Cacém (2006)
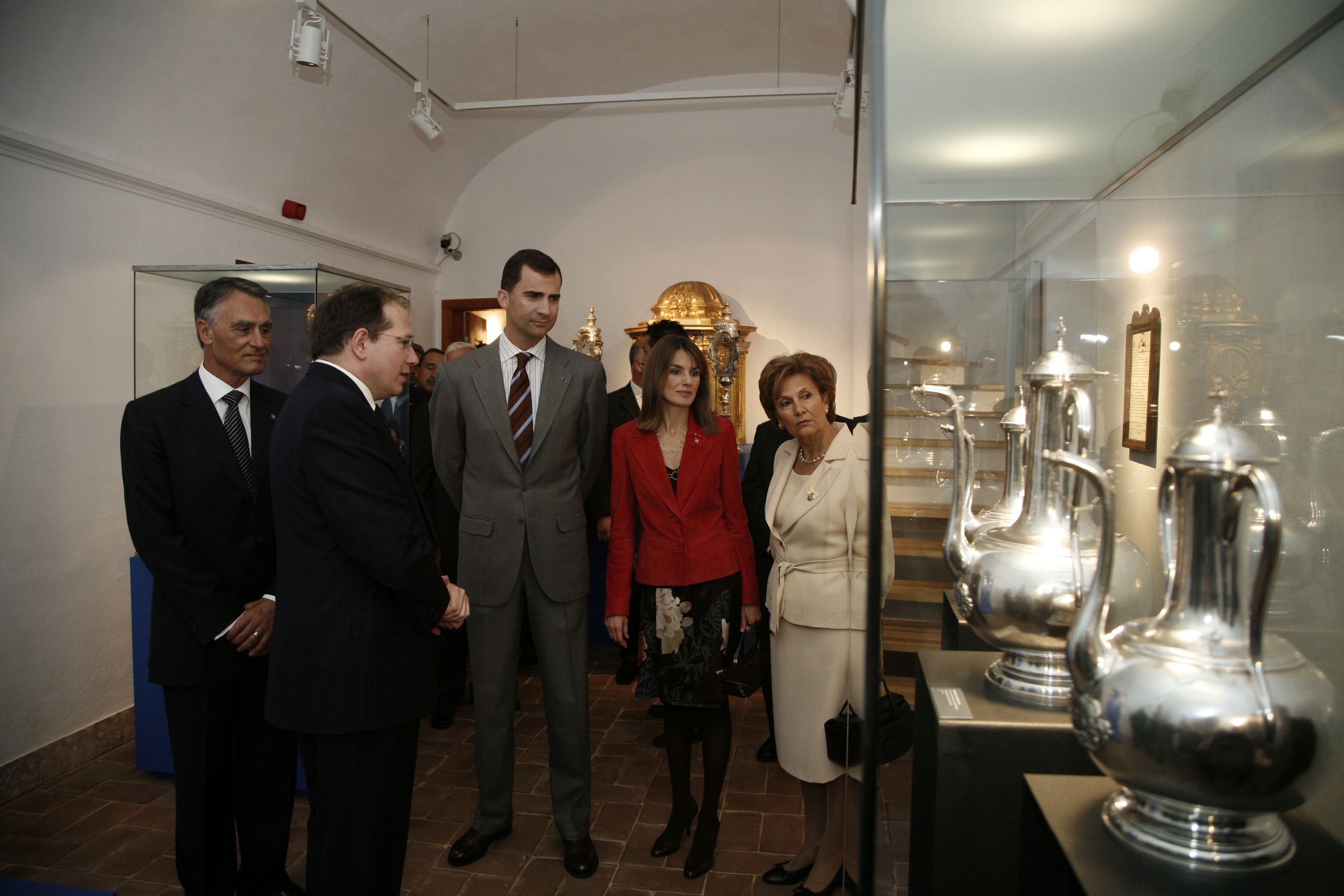
José António Falcão guia a visita do Presidente da República, Prof. Aníbal Cavaco Silva, e dos Príncipes das Astúrias ao Museu Episcopal de Beja (2008)

Presidiu, em 2014-2015, ao Conselho de Administração do Opart - Organismo de Produção Artística, EPE, que integra o Teatro Nacional de São Carlos, a Orquestra Sinfónica Portuguesa e a Companhia Nacional de Bailado (que funciona no Teatro Camões).
Em 2016, esteve na génese do Centro UNESCO de Arquitetura e Arte, um organismo vocacionado para a disseminação de boas práticas de conservação e gestão do património cultural.
Ainda em 2016, foi eleito presidente da International Commission of Sacred Art (ICSA), a que se seguiria, em 2017, a escolha para vice-presidente de Europae Thesauri. É igualmente membro da organização pan-europeia Future for Religious Heritage, com sede em Bruxelas. Em 2018, foi nomeado perito do International Scientific Committee on Places of Religion and Ritual (PRERICO), um dos comités especializados do Conselho Internacional dos Monumentos e Sítios (ICOMOS), sediado em Paris.
No decurso dos últimos anos, tem vindo a dedicar especial atenção ao estudo, salvaguarda e musealização do património de comunidades rurais e piscatórias, desenvolvendo uma metodologia para a sua documentação, preservação e dinamização que cruza o património cultural e o património natural.

## Extinção do Departamento do Património da Diocese de Beja
Em 1984, dirigiu o projeto Atlas, criado pelo bispo D. Manuel Falcão, com o objetivo de inventariar o património religioso da Diocese de Beja, tarefa posteriormente continuada por outros investigadores. Contratualizado para ser concluído até ao fim de Abril de 2011, o projeto acabou, alegadamente, por não ser concluído pela Diocese, e terminou e foi esquecido, na prática, com a extinção do Departamento do Património Histórico e Artístico, em 2017. Segundo foi noticiado, tanto os apoios da União Europeia como cerca de 430 mil euros pagos pela Diocese de Beja foram devolvidos, segundo a mesma fonte noticiosa.. José António Falcão negou essas acusações.

## Prémios e condecorações
A 8 de Junho de 2009, recebeu da Presidência da República Portuguesa o grau de Grande-Oficial da Ordem do Mérito, pela Presidência da República Portuguesa, em reconhecimento pelos serviços prestados ao país. No mesmo ano, recebeu a Medalha de Mérito, do município de Santiago do Cacém.
Em 2011, recebeu da Presidência da República Francesa a Médaille de la jeunesse, des sports et de l'engagement associatif.
A 19 de Junho de 2012, foi agraciado com a Cruz da Ordem Civil de Afonso X o Sábio, pelo Rei Juan Carlos de Espanha.
Pela pesquisa realizada sobre a figura de Martim Soares Moreno natural de Santiago do Cacém e capitão-mor do Ceará na primeira metade do século XVII, recebeu em setembro de 2012 a Medalha Barão de Studart, atribuída pelo Instituto do Ceará, sendo agraciado em 2019 pelo Ministério da Defesa do Brasil com a Medalha Martim Soares Moreno.
Em outubro de 2012, foi investido Cavaleiro de Graça e Devoção da Ordem Equestre do Santo Sepulcro de Jerusalém do Vaticano ou da Santa Sé, recebendo o mesmo grau em 2014 na Ordem Soberana e Militar Hospitalária de São João de Jerusalém, de Rodes e de Malta, em 2014, e na Real Ordem Militar de Nossa Senhora da Conceição de Vila Viçosa, da Casa Real Portuguesa (2012).[carece de fontes?].